# Amerikaans voetbalkampioenschap 1992
In 1992 werd het zesde en laatste seizoen van de Lone Star Soccer Alliance gespeeld. Dallas Inter werd kampioen.

## Lone Star Soccer Alliance

### Wijzigingen
Nieuwe teams
- America F.C.
- San Antonio XLR8
- Tulsa Pride

Opgeheven teams
- Houston International
- Houston Alianza

### Eindstand
| Plaats | Northern Division    | Wed. | W  | V  | DV | DT | Ptn |
| ------ | -------------------- | ---- | -- | -- | -- | -- | --- |
| 1.     | Tulsa Pride          | 14   | 10 | 4  | 53 | 12 | 20  |
| 2.     | Oklahoma City Spirit | 14   | 9  | 5  | 22 | 16 | 18  |
| 3.     | Wichita Falls Fever  | 13   | 5  | 8  | 27 | 29 | 10  |
| 4.     | Wichita Blue         | 14   | 3  | 11 | 9  | 55 | 6   |
| Plaats | Southern Division    | Wed. | W  | V  | DV | DT | Ptn |
| 1.     | Dallas Inter         | 14   | 11 | 3  | 42 | 14 | 22  |
| 2.     | America F.C.         | 14   | 9  | 5  | 30 | 22 | 18  |
| 3.     | Austin Thunder       | 13   | 5  | 8  | 16 | 28 | 10  |
| 4.     | San Antonio XLR8     | 12   | 2  | 10 | 18 | 38 | 4   |

### Playoffs
| Halve Finale | Halve Finale         | Halve Finale |
| Team 1       | Team 2               | Uitslag      |
| ------------ | -------------------- | ------------ |
| Dallas Inter | Oklahoma City Spirit | 1-0          |
| America F.C. | Tulsa Pride          | 3-2          |
| Finale       |                      |              |
| Team 1       | Team 2               | Uitslag      |
| Dallas Inter | America F.C.         | 2-1          |